# Siddharta (gruppo musicale)
I Siddharta sono un gruppo musicale alternative rock sloveno attivo dal 1995.
Nel 2005 hanno vinto l'MTV Europe Music Award al miglior artista adriatico.

## Formazione
Attuale
- Tomi Meglič – chitarra, voce
- Primož Benko – chitarra
- Jani Hace – basso
- Tomaž O. Rous – tastiere, programmazioni
- Boštjan Meglič – batteria, percussioni

Ex membri
- Primož Majerič – basso
- Cene Resnik – sassofono, ewi, tastiere

## Discografia

### Album in studio
- 1999 – Id
- 2001 – Nord
- 2003 – Rh-
- 2006 – Petrolea
- 2009 – Saga
- 2011 – VI
- 2015 – Infra
- 2015 – Ultra

### Album dal vivo
- 2007 – Marathon

### EP
- 2000 – Lunanai
- 2005 – My Dice
- 2005 – Rave
- 2007 – Male Roke
- 2008 – Vojna idej
- 2009 – Napalm 3
- 2009 – Baroko
- 2009 – Angel Diabolo